# Ligne des Bambous
La Ligne des Bambous est un bourg du sud-ouest de l'île de La Réunion situé sur le territoire communal de Saint-Pierre le long d'une route circulant à environ 300 mètres d'altitude.
Cette route est située sur le tracé de l'une des quatre lignes parallèles que les autorités dessinèrent dans le paysage avoisinant au début du XVIIIe siècle afin de procéder à la division des immenses concessions accordées par la Compagnie des Indes orientales « du battant des lames au sommet des montagnes » quelques années plus tôt.
La Ligne des Bambous servit à séparer la deuxième et la troisième concession en partant de la mer tandis que la Ligne Paradis distinguait la première de la deuxième à environ 100 mètres d'altitude seulement. La Ligne des Quatre-cents assurait quant à elle cette fonction à 400 mètres entre la troisième et la quatrième.
De nos jours la Ligne des Bambous est toujours un quartier rural où coexiste une réelle mixité sociale. Les logements collectifs sont peu nombreux dans le quartier, les logements locatifs accessibles à la propriété avec une petite cour sont privilégiés et le quartier se résidentialise de plus en plus grâce à sa situation dite "dans les hauts" et à une nuisance sonore quasi inexistante.

## Photos

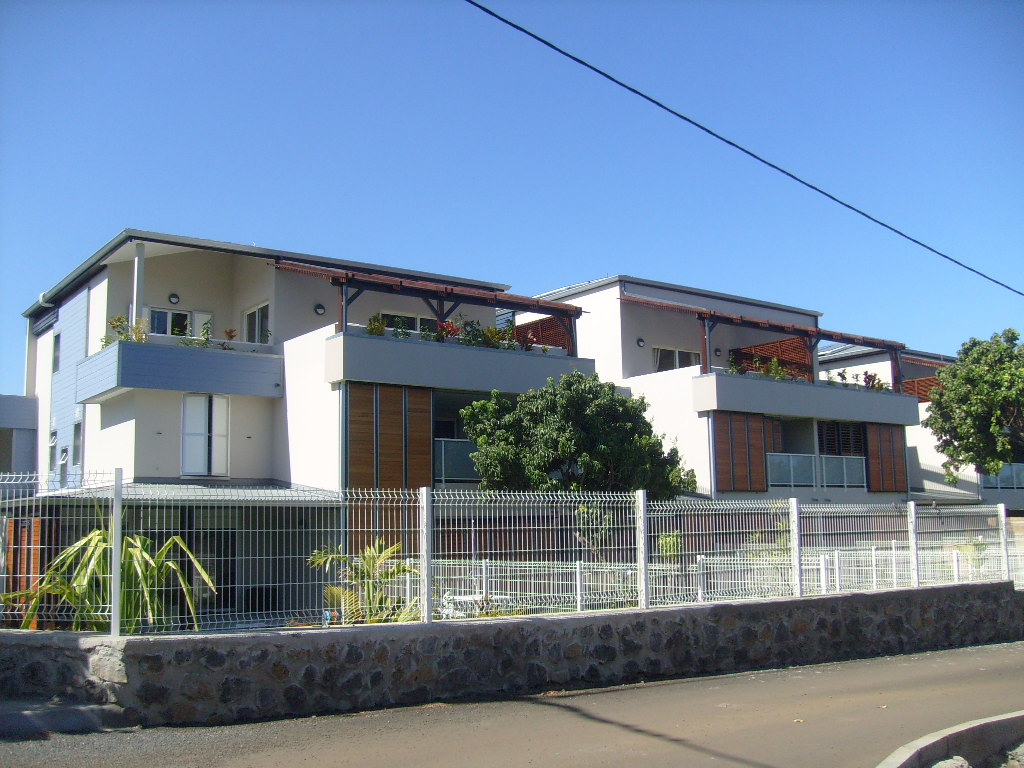
Résidence à la Ligne des Bambous.